# Hümaşah Sultan
Hümaşah Sultan (1634? - 1672 Istanbul) byla konkubína osmanského sultána Ibrahima I.

## Život
V roce 1647 byla uspořádána obrovská svatba se sultánem. Po sňatku byla známá především jako Telli Hatun kvůli stříbrným a zlatým pramínkům, kterými byly tradičně zdobeny nevěsty. Poté, co se provdala, jí sultán daroval egyptské pokladnice jako věno, které poslal do paláce Ibrahima Paši, kde byly pokryty sobolím kožichem. V říjnu 1648 porodila syna, prince Orhana, který však zemřel v lednu 1650 ve věku 14 měsíců.
Ibrahimovy sestry, dcery Kösem Sultan Ayşe Sultan, Fatmu Sultan, Hanzade Sultan, byly sultánem Ibrahimem I. podrobeny a poníženy tím, že byly na nižší úrovni než obyčejné konkubíny. S nimi byla ponížena i neteř Kaya Sultan. Všem sebral jejich pozemky a bohatství a následně z nich udělal služebné své manželky Hümaşah Sultan. Hümaşah Sultan zemřela v roce 1672.

## Zobrazení v umění
Postava Hümaşah Sultan se objevuje v turecké televizní sérii Velkolepé století: Kösem, kde ji ztvárnila herečka Müge Boz.